# Boca de Grita (paroisse civile)
Pour les articles homonymes, voir Boca de Grita, Boca et Grita.
Boca de Grita est l'une des trois paroisses civiles de la municipalité de García de Hevia dans l'État de Táchira au Venezuela. Sa capital est Boca de Grita.